# Shin'ya Takahashi
Shin'ya Takahashi (Japans: 高橋 伸哉, Takahashi Shin'ya) (Sendai, 1962) is een hedendaags Japans componist.

## Levensloop
Takahashi studeerde compositie aan het Kunitachi College of Music en behaalde aldaar zijn Bachelor of Arts en later ook zijn Master of Arts. Deze Japanse componist is met werken voor harmonieorkest in binnen- en buitenland bekend geworden. Ook zijn kamermuziekwerken werden door Yukimi Kambe Viol Consort in Japan en de Verenigde Staten in hun programma uitgevoerd en daarmee bekendgemaakt. In 1998 won hij de Shitaya Award van de Japan Band Directors Association (JBA) met zijn mars March “Wind for Winds”.

## Composities

### Werken voor harmonieorkest
- 1998 March “Wind for Winds”
- 1998 A Song of Streets
- 1999 March “Beyond the Critical Point”
- 2000 Jalan-jalan ~ Vision of the Isle of the gods
- 2000 Glacier Express
- 2001 KA-EN Flame - preface to the treasure of the Knight Templar "flame war"
- 2002 Gold Rush!
- 2003 Atlantis
- 2003 Sharaku
- 2003 Voyager
- 2004 Jadillusion
- 2005 Wright Flyer
- 2005 Kitaro
- 2005 Strong man: Benkei
- 2006 Sunday Market
- 2006 Sanctuary
- 2007 Great Wave - the 36 views of Mount Fuji "The Waves off the Coast of Kanagawa"
- 2007 Song of the Clear Stream - Seiryu Hymn

### Kamermuziek
- 1994 Seismogramme I., II., III., IV., V., VI., voor strijkkwartet
- 1997 On Three Benches, voor vier violen 
  1. By a Park Footpath
  2. By the Shore of the Pont
- 2000 Jasmine, voor strijkkwartet
- 1998 Water Palace, voor vier violen
- 2002 Hana-Ogi, voor kokyu en strijkkwartet
- 2002 Emotion, voor strijkkwartet
- 2004 Haru no Utage, voor slagwerk en strijkkwartet
- Passion voor saxofoon trio (sopraan-, alt- en tenorsaxofoon)
- “Tea Time” for Brass Septet, voor koperseptet (2 trompetten, hoorn, 2 trombones, eufonium, tuba)
- 7 Pieces - Impression of paintings by Wassily Kandinsky, voor dwarsfluit trio
  1. Dots
  2. Lines
  3. Circle
  4. Triangle
  5. Square
  6. Light Color
  7. Vivit Color

### Werken voor slagwerk
- 2006 Rush Hour, voor zes slagwerkers
- “Juggler” for Six Percussionists, voor zes slagwerkers